# Angelika Quischinsky
Angelika Quischinsky (* 17. Mai 1963) ist eine ehemalige deutsche Fußballspielerin.

## Karriere

### Vereine
Quischinsky gehörte zunächst dem VfR Eintracht Wolfsburg in der Staffel Ost der Landesliga Niedersachsen innerhalb des  Niedersächsischen Fußballverbandes an. 
Als Niedersachsenpokal-Sieger 1983 war ihre Mannschaft als Teilnehmer für den Wettbewerb um den DFB-Pokal qualifiziert. Nachdem sie mit ihrer Mannschaft erfolgreich das Achtel-, Viertel- und Halbfinale gestalten konnte, gehörte sie der Mannschaft an, die am 31. Mai 1984 im Frankfurter Waldstadion vor 10.000 Zuschauern der SSG 09 Bergisch Gladbach gegenüberstand. Petra Bartelmann und Gaby Dlugi-Winterberg sorgten mit ihren Toren zum 1:0 in der 28. und zum 2:0 in der 78. Minute für den Sieg der Mannschaft aus Bergisch Gladbach.
In der 1986 noch unter dem Namen Oberliga Nord (bis 1994) gegründeten höchsten Spielklasse in Norddeutschland war sie mit ihrem Verein durchgängig bis zum Saisonende 1989/90 vertreten. Das erste Mal als regionaler Meister aus dieser Spielklasse hervorgegangen, war ihre Mannschaft zum richtigen Zeitpunkt für die neu gegründete Bundesliga (noch in Gruppe Nord und Süd unterteilt) qualifiziert.
Der erneute Gewinn des Niedersachsenpokals 1985 bedeutete die zweite Teilnahme ihrer Mannschaft am Wettbewerb um den nationalen Vereinspokal. Doch bereits zum Auftakt am 1. September 1985 verlor sie mit ihr das Achtelfinalspiel gegen die SSG 09 Bergisch Gladbach mit 0:1; gegen diese Mannschaft verlor sie am 21. August 1988 ebenfalls im Achtelfinale mit 0:1. Am 2. September 1989 war sie mit ihrer Mannschaft dem VfL Sindelfingen im Achtelfinale mit 1:3 unterlegen.
Am 5. Mai 1991 erreichte sie mit ihrer Mannschaft das Halbfinale und war dem späteren Pokalsieger Grün-Weiß Brauweiler mit 0:6 unterlegen. Zu dieser Zeit war sie mit ihrem Verein in der Gruppe Nord der seinerzeit zweigleisigen Bundesliga vertreten. In der Premierensaison wurde sie in acht Punktspielen eingesetzt, das erste Mal zum Saisonauftakt am 2. September 1990 beim 2:2-Unentschieden im Heimspiel gegen die SSG 09 Bergisch Gladbach. Ihr erstes von zwei Saisontoren erzielte sie am 9. September 1990 (2. Spieltag) beim 3:1-Sieg im Auswärtsspiel gegen den  1. FC Neukölln.
Von 1991 bis 1996, durchgängig in der höchsten Spielklasse vertreten, bestritt sie weitere 68 Punktspiele, in denen ihr vier Tore gelangen. In den ersten beiden Saisonen noch gegen den Abstieg kämpfend 7. von 10, 8. von 11 etablierte sich ihre Mannschaft auf Platz 4 und dreimal auf Platz 5 von zehn Mannschaften.  Als der Verein 1996 insolvent war, wurde die komplette Mannschaft vom WSV Wendschott übernommen. 

## Erfolge
- Niedersachsenmeister 1984
- Niedersachsenpokal-Sieger 1983, 1985, 1988, 1989, 1990
- DFB-Pokal-Finalist 1984